# 4732 Фрешле
4732 Фрешле (4732 Froeschlé) — астероїд головного поясу, відкритий 3 травня 1981 року.
Тіссеранів параметр щодо Юпітера — 3,134.